# Macapaba: Equinócio Solar, Viagens Fantásticas ao Meio do Mundo

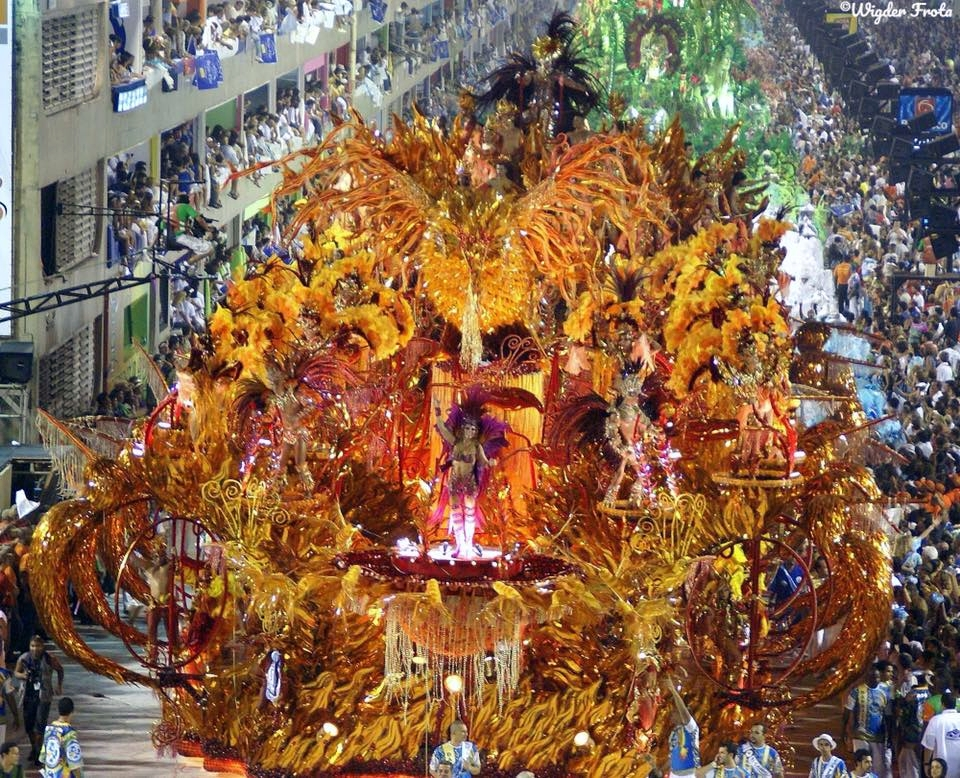
Abre-alas do desfile

Macapaba: Equinócio Solar, Viagens Fantásticas ao Meio do Mundo foi o enredo apresentado pela Beija-Flor no desfile das escolas de samba do Rio de Janeiro do carnaval de 2008. Com o desfile, a escola conquistou o seu décimo primeiro título de campeã do carnaval carioca.

## Enredo
O enredo faz a uma viagem à Macapá, capital do Amapá, que completa 250 anos de fundação em 2008. A narrativa faz uma mistura de mito e realidade que revela uma redescoberta do Brasil passeando pela beleza, riqueza e história da cidade. "Macapaba" na língua indígena significa uma concentração de “bacabas” ou “bacabeiras”, palmeira nativa da Amazônia. A região é também conhecida como "meio do mundo" por ser cortada pela Linha do Equador, o Marco Zero divisor dos hemisférios Norte e Sul, e é o palco onde ocorre o fenômeno do equinócio, quando, em dois períodos do ano - no Outono e na Primavera - o Sol se posiciona à 90 graus dessa linha divisória, iluminando por igual os dois hemisférios e fazendo com que os dias e as noites tenham a mesma duração. O tema ainda aborda o abraço da cidade aos povos de todas as localidades "atravessadas" pela Linha do Equador (como Indonésia, Quênia, Equador e Colômbia) e as manifestações culturais que representam a capital amapaense, como o Marabaixo.

## Desfile

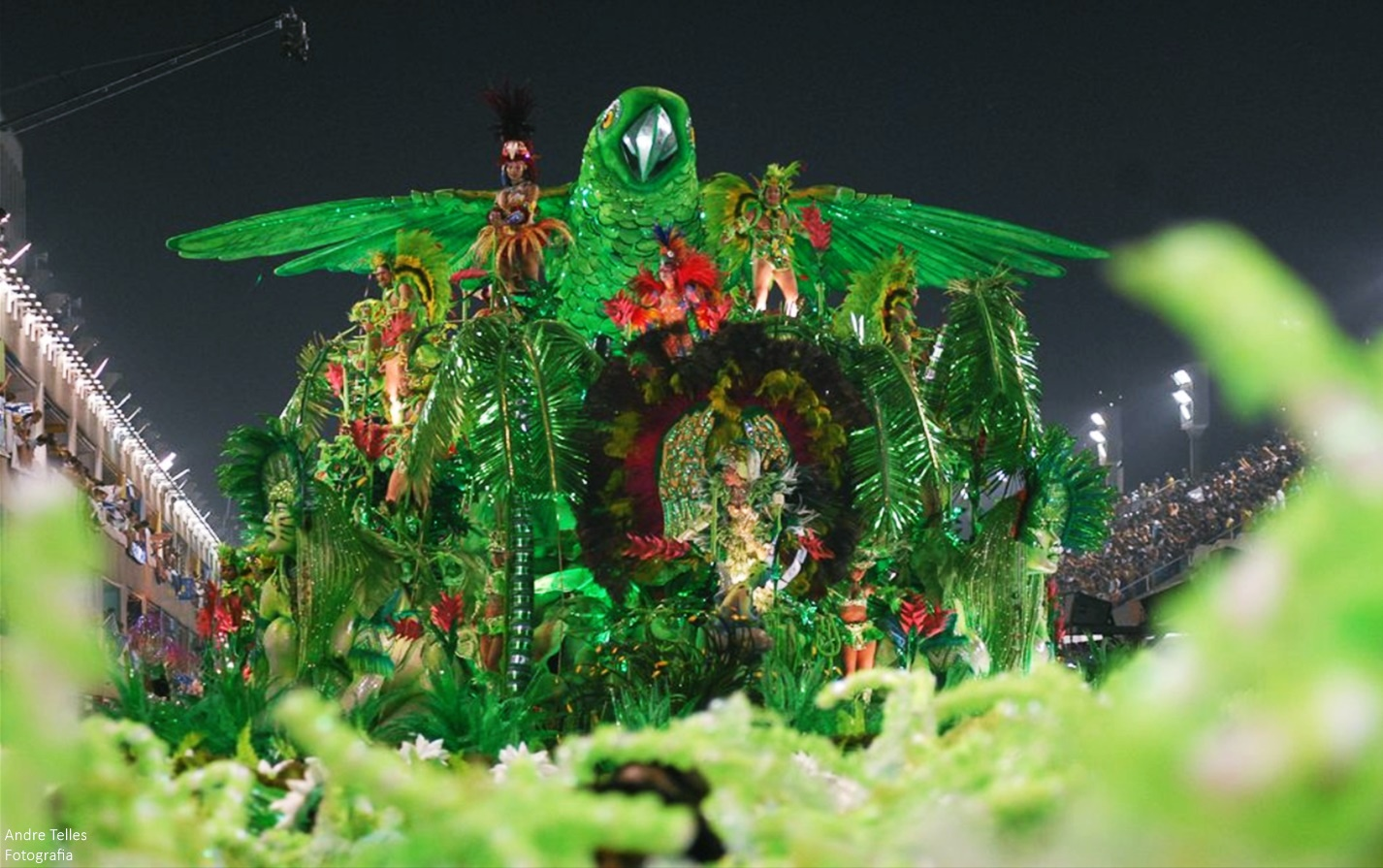
Alegoria do desfile

A Beija-Flor foi a sexta e última escola a desfilar na segunda noite do Grupo Especial, iniciando seu desfile na madrugada da terça-feira de carnaval, 5 de fevereiro. A escola iniciou sua apresentação apostando no predomínio dos tons de dourado, para representar o Beija-Flor Brilho de Fogo, ave predominante na região. A natureza e o artesanato foram abordados nos setores subsequentes. A quarta parte foi dedicada a mistura entre fenícios e povos indígenas que ajudou na formação do povo da cidade, abordando também a chegada de africanos que fundaram a Vila de Nova Mazagão, onde fica atualmente localizada a cidade de Mazagão. O desfile terminou retratando a grande fortaleza do local, conhecida como Fortaleza de São José de Macapá.

## Ficha técnica
- Enredo: Comissão de Carnaval
- Carnavalescos: Comissão de Carnaval
- Presidente: Farid Abrão David
- Direção de carnaval e harmonia: Laíla
- Alas: 41
- Direção de bateria: Paulinho Botelho e Plínio de Morais
- Ritmistas: 250
- Rainha de bateria: Raíssa de Oliveira
- 1º casal de mestre-sala e porta-bandeira: Selminha Sorriso e Claudinho Souza
- Comissão de frente: Ghislayne Cavalcanti

## Samba-enredo
O samba foi composto por Cláudio Russo, Carlinhos Detran, J. Veloso, Gilson Dr. Kid e Marquinhos. O intérprete foi Neguinho da Beija-Flor.

## Resultado
A apuração do resultado foi realizada na tarde da quarta-feira de cinzas, dia 6 de fevereiro de 2008, na Praça da Apoteose. A Beija-Flor ficou em primeiro lugar, somando 399,3 pontos, contra 398 da vice-campeã Salgueiro. Após a leitura do segundo quesito, Harmonia, a escola assumiu a liderança isolada, onde permaneceu até o final.

## Premiações
Pelo seu desfile, a Beija-Flor recebeu os seguintes prêmios:
| - Troféu Andarilho 1. Melhor escola - Tamborim de Ouro 1. Melhor escola | - Troféu Rádio Manchete 1. Melhor escola |